# Stadio da Luz
Lo stadio da Luz (in portoghese Estádio da Luz, pronuncia IPA /(ɨ)ʃ.'ta.ði.u dɐ luʃ/), nome con cui è noto l'Estádio do Sport Lisboa e Benfica (in italiano stadio dello Sport di Lisbona e Benfica), è il principale stadio di calcio della città di Lisbona, in Portogallo. Ospita le partite casalinghe del Benfica e dai tifosi della squadra è chiamato anche a Catedral ("la Cattedrale").
Inaugurato nel 2003 in sostituzione del vecchio impianto omonimo, che poteva contenere sino a 120 000 persone in piedi e fu demolito, il nuovo da Luz era inizialmente dotato di 65 647 posti, poi ridotti a 64 642. Il progetto dell'architetto Damon Lavelle prevedeva che si usasse il più possibile la luce naturale. La UEFA classifica il da Luz tra gli stadi di categoria 4 (in precedenza "Elite"), riconoscimento che consente all'impianto di ospitare le finali delle coppe europee.
È stato sede di alcuni incontri del campionato d'Europa 2004, tra cui la finale tra Portogallo e Grecia, vinta per 1-0 dagli ellenici, e ha ospitato la finale della UEFA Champions League in due occasioni, nel 2013-2014 e nel 2019-2020, in quest'ultimo caso a seguito dello slittamento al 2021 della finale programmata inizialmente allo stadio olimpico Atatürk e rinviata a causa della pandemia di COVID-19.
È raggiungibile con la fermata Alto dos Moinhos, che si trova sulla linea blu della metropolitana di Lisbona.

## Storia
Progettato dall'impresa nordamericana Populous, lo stadio sostituì il vecchio stadio da Luz, inaugurato il 1º dicembre 1954 e sede delle partite del Benfica per quasi un cinquantennio. Il nome deriva dalla chiesa di Nossa Senhora da Luz, situata nei pressi dello stadio. Con una capacità di 65 647 spettatori (64 642 posti a sedere), si colloca al ventunesimo posto per capienza tra gli stadi europei.
Fu inaugurato il 25 ottobre 2003 con l'amichevole tra Benfica e Nacional, vinta dai padroni di casa per 2-1 con doppietta di Nuno Gomes.
Nell'estate del 2004 ospitò alcune partite del campionato europeo di calcio, tra cui la finale, vinta dalla Grecia contro i padroni di casa del Portogallo.
Il 9 novembre 2009 l'impianto oltrepassò i 6 milioni di spettatori come affluenza complessiva.
Il 25 ottobre 2013, in occasione del decennale dell'inaugurazione, fu oltrepassata quota 11 milioni di spettatori.
L'impianto ospitò la finale della UEFA Champions League 2013-2014, vinta dal Real Madrid contro l'Atlético Madrid.
Il 14 gennaio 2017, in occasione della partita di campionato portoghese Benfica-Boavista, fu toccata quota 15 milioni di spettatori, record per il campionato portoghese.
Il da Luz fu la sede finale della UEFA Champions League 2019-2020, vinta dal Bayern Monaco contro il Paris Saint-Germain; nella stessa edizione ospitò il quarto di finale in gara unica tra il Bayern Monaco e il Barcellona. Entrambe le gare si svolsero in assenza di pubblico a causa delle misure restrittive legate alla pandemia di COVID-19.

### Eventi non sportivi
Dal 28 al 30 giugno 2019 lo stadio fu sede del congresso internazionale dei testimoni di Geova, che ha visto la partecipazione di 63 000 persone provenienti da 36 paesi diversi.

## Complesso sportivo
Accanto allo stadio da Luz sorge il museo Benfica Cosme Damião, in cui vi è una statua di Eusébio, la Praça dos Heróis (piazza degli Eroi) e il negozio ufficiale del Benfica.
Il 22 settembre 2006 il Benfica ha inaugurato, a Seixal, il Benfica Campus, centro di allenamento della prima squadra e di formazione dei futuri giocatori e allenatori. Lo Sport Lisboa e Benfica possiede anche il Pavilhão Fidelidade, il Pavilhão Nº 2 e l'EDP Swimming Pool Complex, che fanno parte del complesso sportivo del da Luz, provvisto di due piscine, una per bambini (10x5 m) e una per adulti (da 25 m e con 8 corsie).

## Dati generali
- Nome: Stadio da Luz (Estadio do Sport Lisboa e Benfica)
- Inaugurazione: 25 ottobre 2003
- Prima partita: Benfica-Nacional Montevideo 2-1
- Capienza: 64 642 posti
- Indirizzo: Av. General Norton De Matos 1500, Lisbona
- Architetto: Damon Lavelle

## Incontri di rilievo

### Campionato europeo 2004

#### Fase a gironi
- Russia -  Portogallo 0-2 (Gruppo A, 16 giugno)
- Francia -  Inghilterra 2-1 (Gruppo B, 13 giugno)
- Croazia -  Inghilterra 2-4 (Gruppo B, 21 giugno)

#### Fase a eliminazione diretta
- Portogallo -  Inghilterra 2-2, 6-5 d.t.r. (Quarto di finale, 24 giugno)

#### Finale
- Portogallo -  Grecia 0-1 (Finale, 4 luglio)

### UEFA Champions League 2013-2014
- Real Madrid -  Atlético Madrid 4-1 (d.t.s.; 24 maggio)

### UEFA Champions League 2019-2020
Paris Saint-Germain -  Bayern Monaco 0-1 (23 agosto)

## Galleria d'immagini

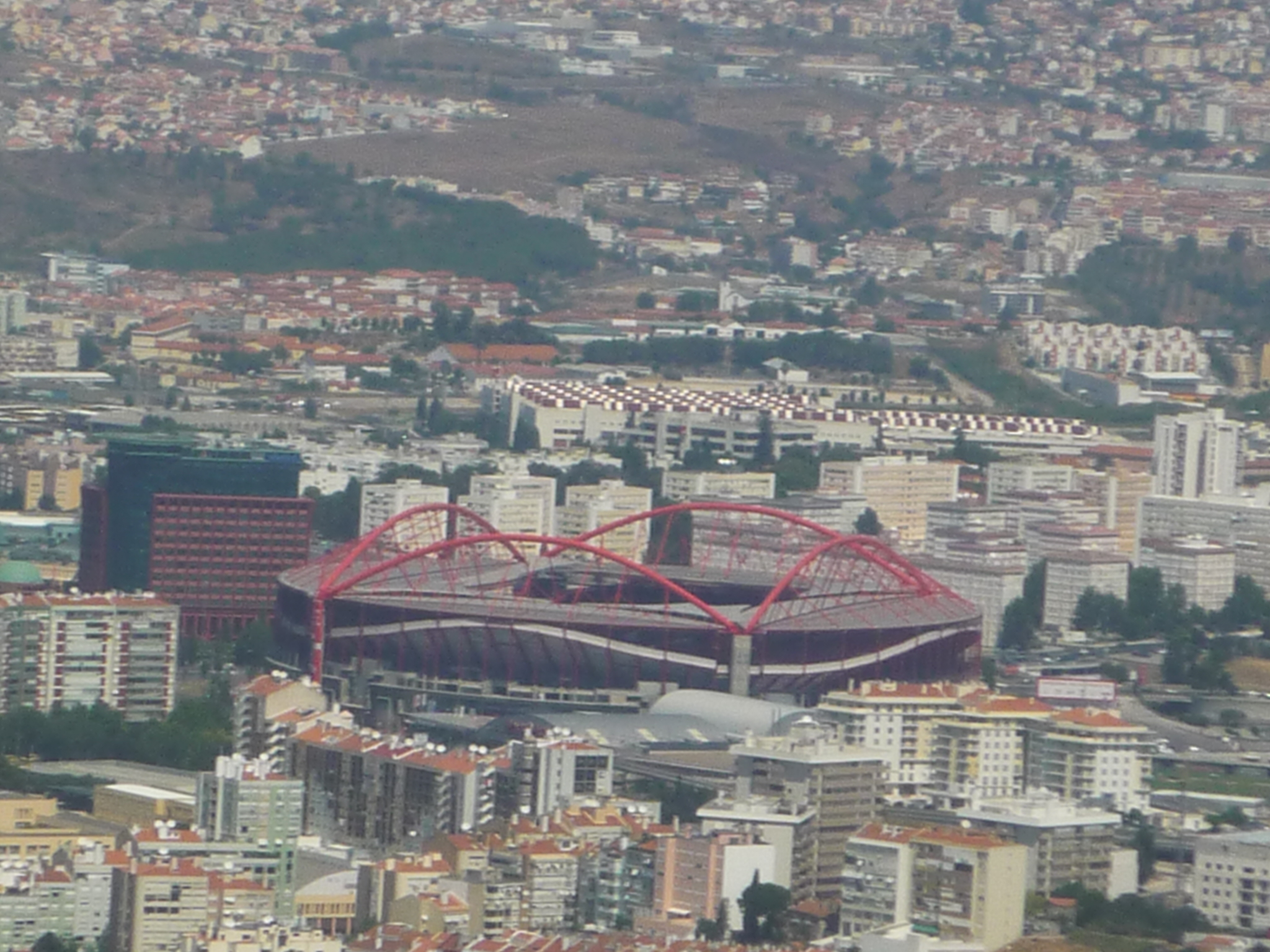
Vista aerea
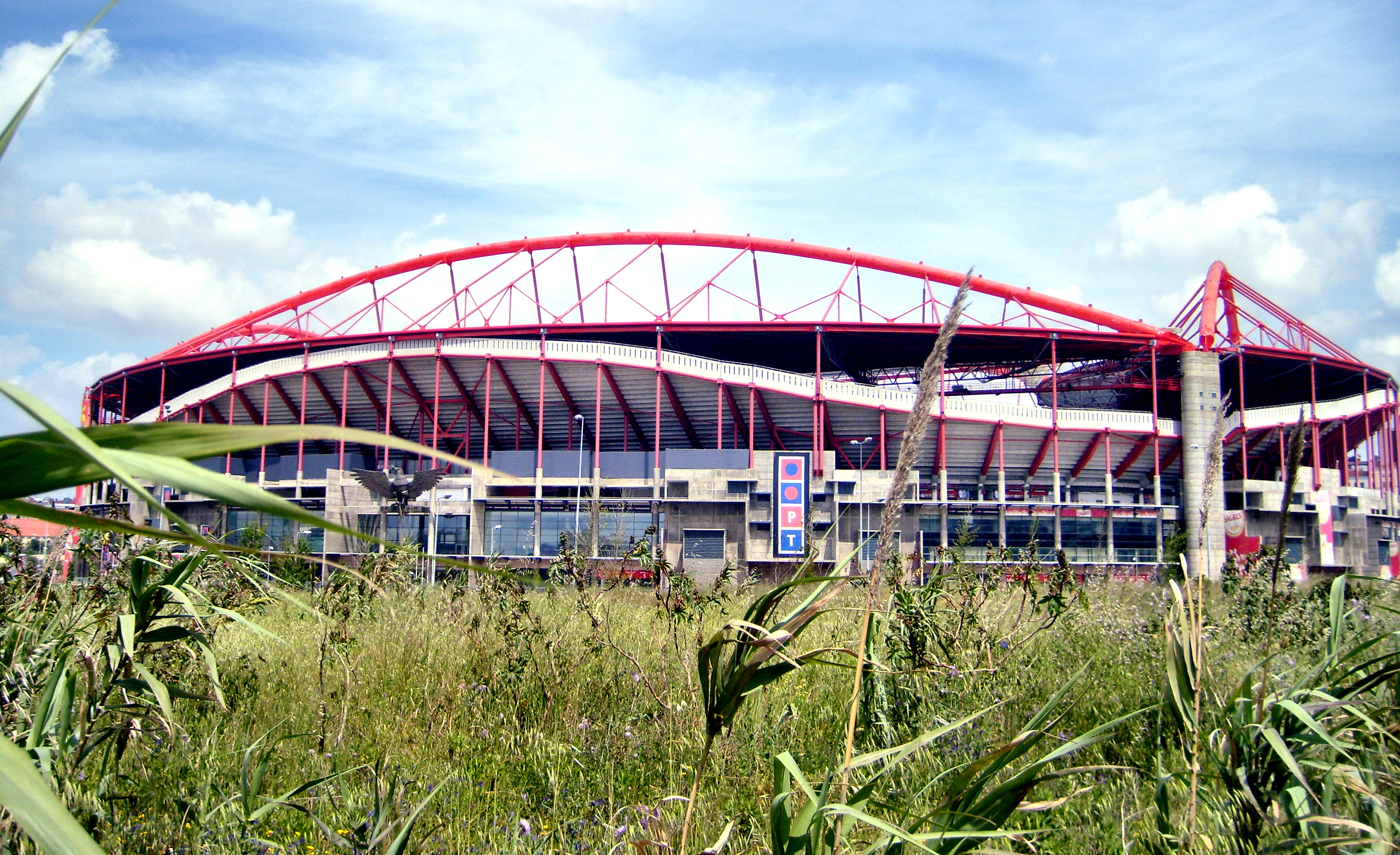
Esterno
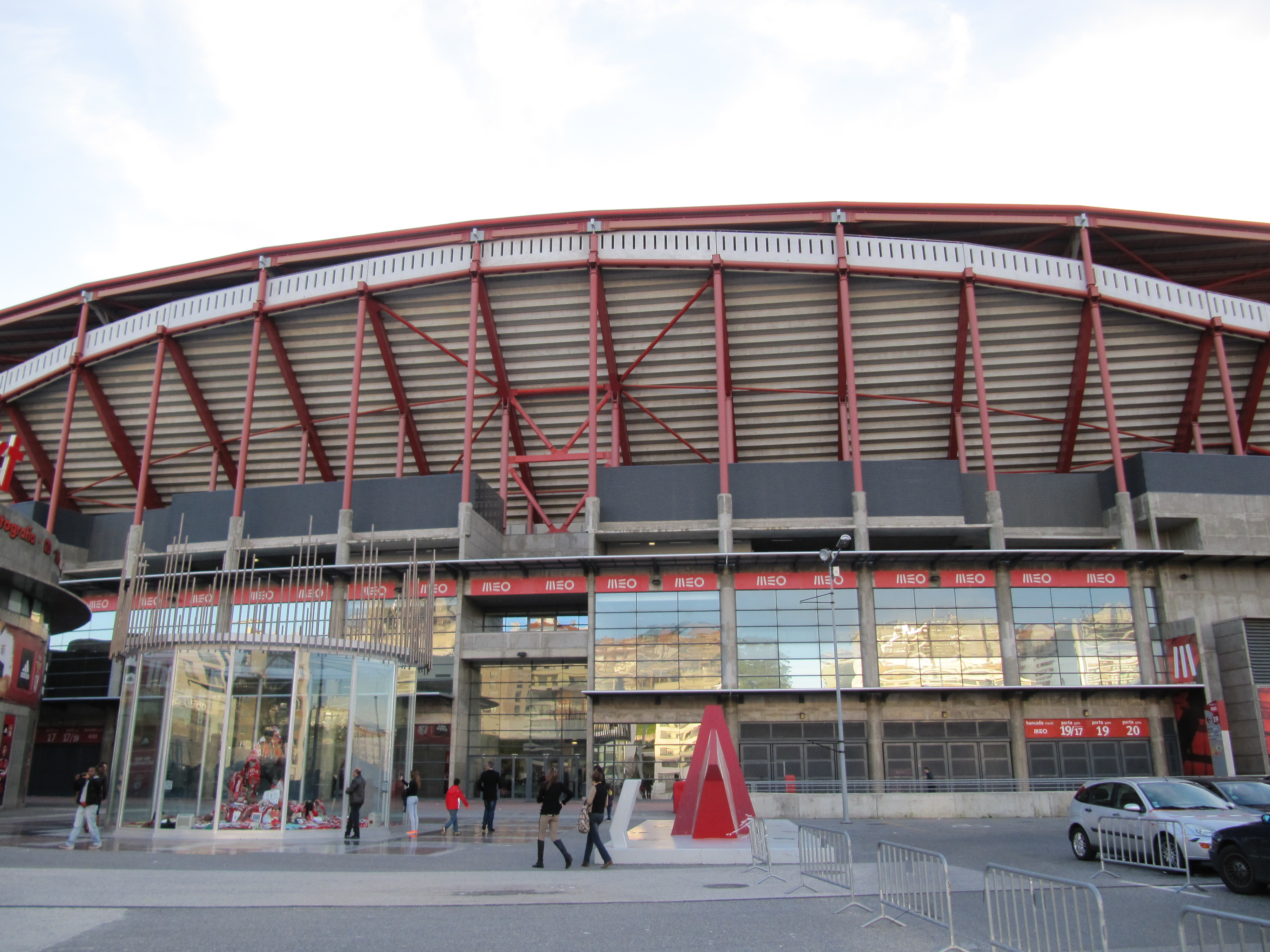
Esterno
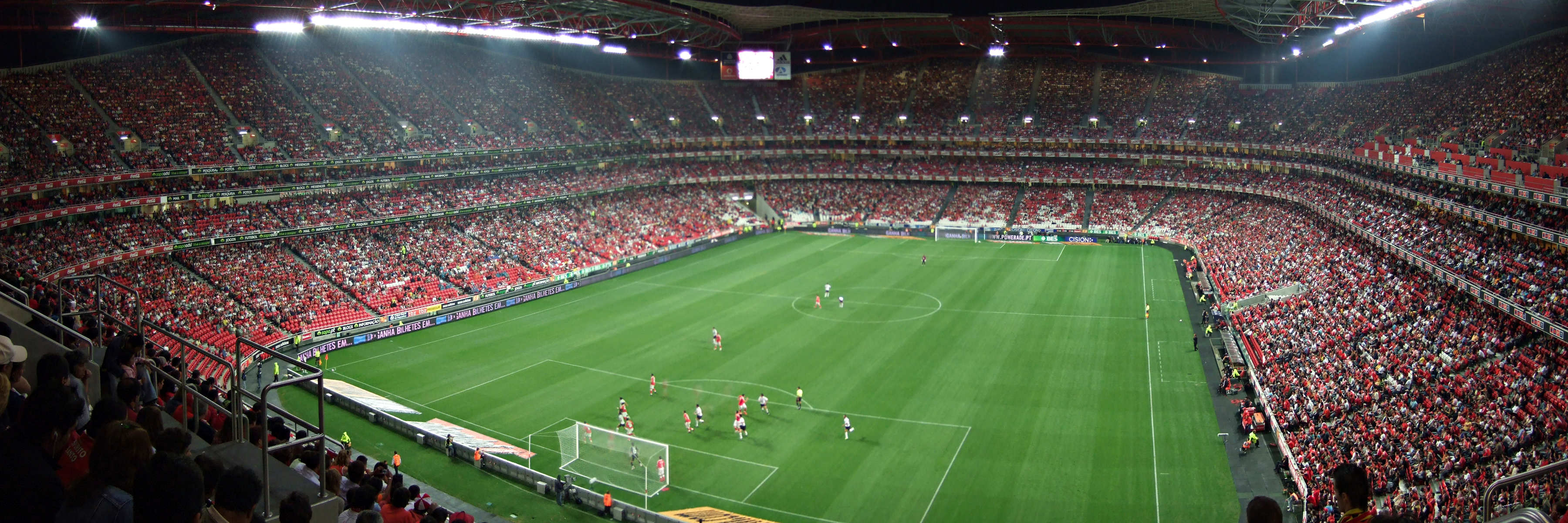
Il da Luz durante una partita
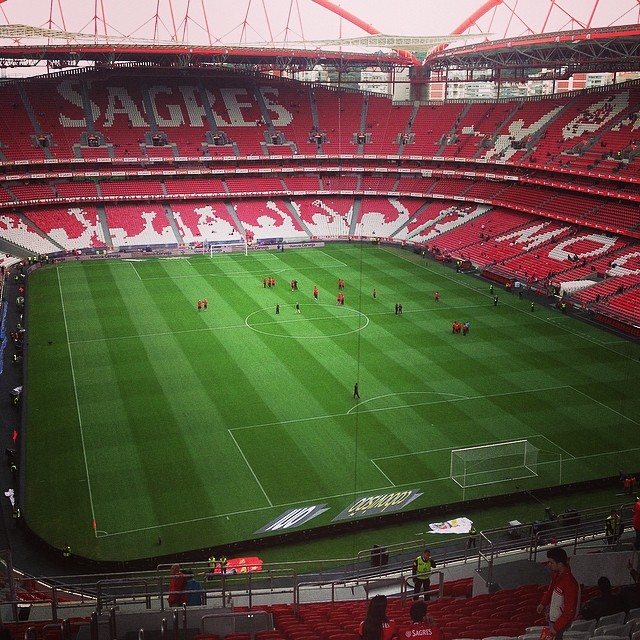
Interno
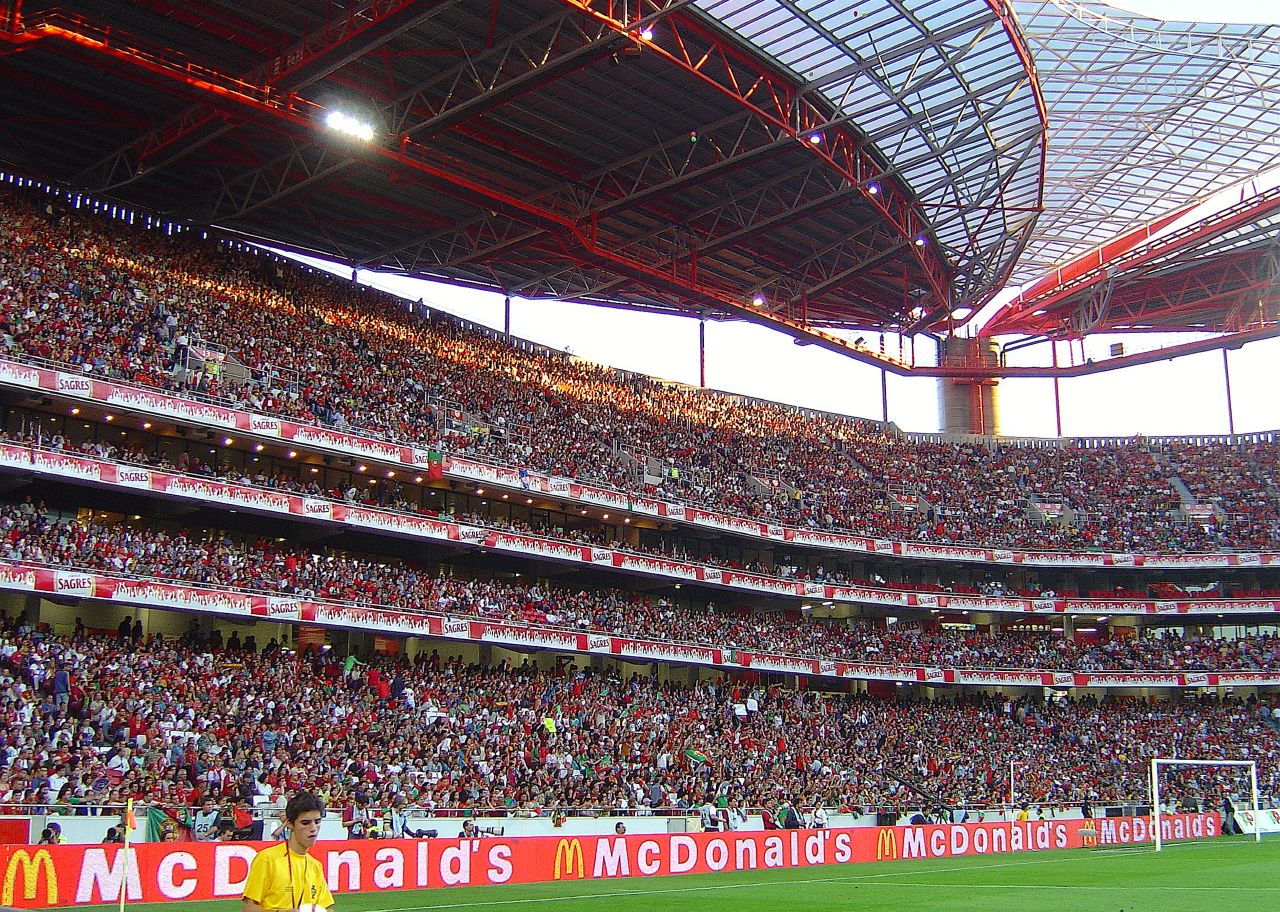
Interno
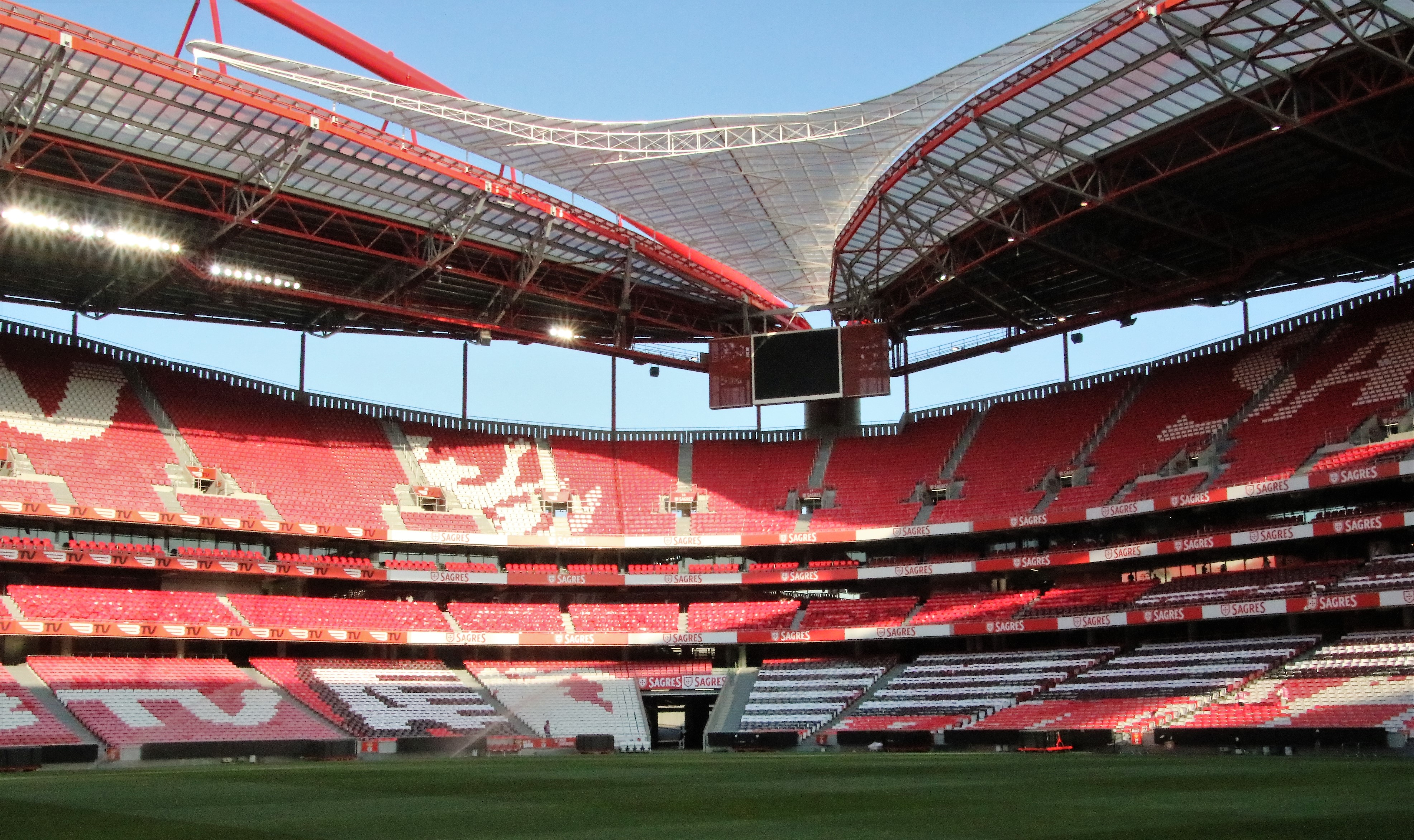
Interno
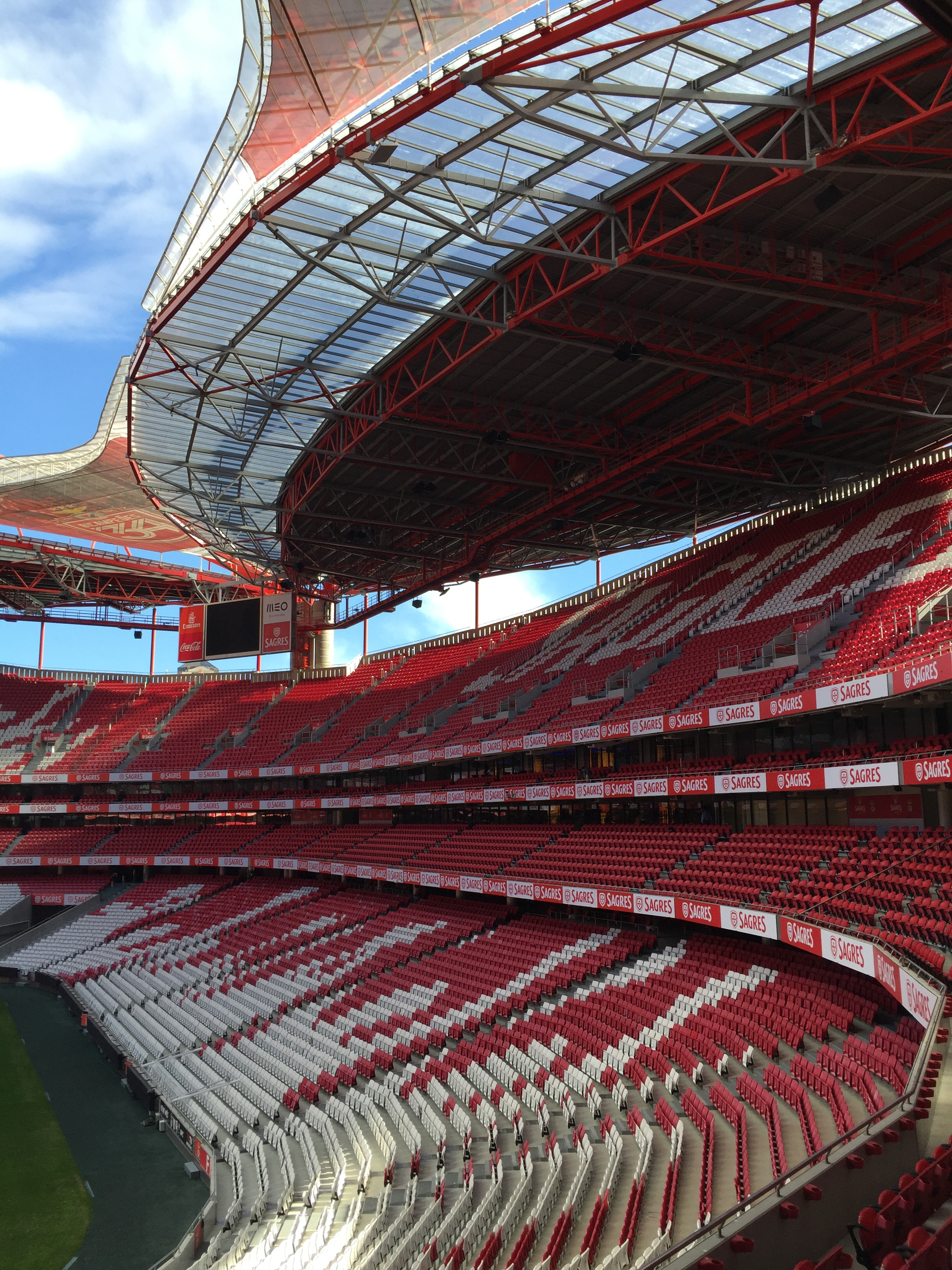
Interno